# Zamek w Ainay-le-Vieil
Zamek w Ainay-le-Vieil – najdalej na południe wysunięty zamek doliny Loary położony w miejscowości Ainay-le-Vieil. Ośmiokąt grubych murów tej nietkniętej średniowiecznej fortecy otacza renesansowy centralny gmach wybudowany w XVI wieku. Zamek do dziś należy do potomków Charles'a de Chevenon de Bigny, rycerza, który kupił ten majątek od pana na Culan w 1467 roku. Znajdują się w nim pamiątki historyczne związane z Colbertem, Marią Antoniną oraz Ludwikiem XII i Anną Bretońską. Parapety łączące wieże otaczają zamek nieprzerwanym kręgiem muru, któremu ta budowla zawdzięcza nazwę "małego Carcanssonne". W wielkiej sieni znajduje się ogromny kominek, misternie pokryty ornamentami i inicjałami L i A na błękitnym tle ozdobionym złoconymi kwiatami lilii. Z nadejściem wiosny w zamkowym parku zakwitają tysiące odmian starych róż, a latem w zamku organizowane są wystawy i imprezy kulturalne.